# きな子〜見習い警察犬の物語〜
『きな子〜見習い警察犬の物語〜』（きなこ みならいけいさつけんのものがたり）は、2010年8月14日に公開（香川県のみ8月7日から先行上映）された日本映画。

## 概要
香川県を舞台に、警察犬試験に何度も失敗し挑戦し続けるラブラドール・レトリバーの「きな子」と、訓練士を目指す少女の実話に基づいた作品である。映画の制作当時、きな子は香川県の丸亀警察犬訓練所に実際に所属しており、そのドジっぷりを地元瀬戸内海放送のテレビ番組で紹介されて以来、「ズッコケ見習い警察犬」の愛称で地元住民からの人気を集めていた。
キャッチコピーは「この夏、一匹の見習い警察犬が、愛と感動を届けます。実話から生まれた、心あたたまる絆の物語。」。
2008年6月19日よりことでん琴平線で、イラストが描かれた『きな子電車』が運行された。7月25日には東武動物公園で動物パレードを実施。また、映画公開記念のコラボCMとして豆しばCMにアニメになったきな子が出演している。
全国253スクリーンで公開され、2010年8月14、15日の初日2日間で動員10万9150人、興収1億2538万7300円になり映画観客動員ランキング（興行通信社調べ）で初登場第10位となり、1週間先行上映が行われた香川県3館を含めた累計成績は動員11万6795人、興収1億3393万6300円となった。また、ぴあ初日満足度ランキング（ぴあ映画生活調べ）では第3位を獲得した。
また、この作品で番場新奈を演じた大野百花が9歳にして第34回日本アカデミー賞で新人俳優賞を受賞した。
2012年9月11日18:30 - 20:54に地元のテレビせとうちで地上波初放送（岡山・香川ローカル）。

## ストーリー
小さい頃に、警察犬訓練士だった亡き父と警察犬エルフの活躍を見て訓練士を志すようになった杏子は、見習い訓練士としてラブラドールレトリバーのきな子を警察犬にしようと決意する。しかし、訓練発表会で失敗をしてズッコケ見習い警察犬として有名になってしまう。イベント犬としても声がかかるようになる中、以前よりも厳しい訓練を行っていくが警察犬試験でも失敗をしてしまい、きな子は倒れてしまう。訓練のことに精一杯のあまり、きな子の体調に気づけなかった杏子は訓練士を辞めることを決意するのだが…。

## 出演者
- 望月杏子（見習い訓練士） - 夏帆
- 番場晴二郎（警察犬訓練所・所長） - 寺脇康文
- 番場詩子（晴二朗の妻） - 戸田菜穂
- 田代渉（先輩訓練士） - 山本裕典
- 望月遼一（杏子の父、警察犬訓練士） - 遠藤憲一
- 望月園子（杏子の母） - 浅田美代子
- 桜庭崇（警察署長） - 平田満
- 番場圭太（晴二朗・詩子の息子） - 広田亮平
- 番場新奈（晴二朗・詩子の娘） - 大野百花
- 地元テレビ局報道局長 - 板東英二
- 原史奈
- 宮武祭
- 有福正志
- 日野陽仁
- 竹嶋康成
- 蛭子能収
- 重松収
- 丸岡奨詞
- 松田亜美
- 豊嶋真千子

## スタッフ
- 監督 - 小林義則
- 脚本 - 浜田秀哉、俵喜都
- ドッグトレーナー - 宮忠臣
- 音楽 - 服部隆之
- 撮影 - 葛西誉仁
- 美術 - 瀬下幸治
- 編集 - 阿部亙英
- 照明 - 蒔苗友一郎
- 録音 - 芦原邦雄
- 助監督 - 小池哲夫
- 脚本協力 - 大口幸子
- VFXスーパーバイザー - 道木伸隆
- 撮影協力 - 香川県、香川フィルムコミッション、香川県警察本部、香川県防災航空隊、三豊市、丸亀市、多度津町、琴平町、まんのう町、金刀比羅宮 ほか
- 現像 - IMAGICA
- スタジオ - 日活撮影所
- MA - 松竹サウンドスタジオ
- プロデューサー - 伊藤仁吾、竹内一成
- 協力プロデューサー - 石塚慶生、井口喜一
- 製作総指揮 - 秋元一孝
- 製作プロダクション - 共同テレビジョン
- 製作委員会 - 松竹、テレビ東京、小学館、朝日新聞、Yahoo! JAPAN、電通、オプトロム、日本出版販売、衛星劇場

## 主題歌
- Metis「only one〜逢いたくて〜」

## 実在のきな子
2002年5月15日生まれの雌、丸亀警察犬訓練所で生まれた。血統書上の本名は「ザミー オブ トータスマウンテン」。
2004年から見習い訓練士と訓練を始める。
2005年9月の県警主催の訓練会でのズッコケを披露したことがテレビなどで紹介され話題となった。
2006年4月26日に初出産。ドッグセラピーとしての活動のほか様々なイベントに出演している。
2010年11月3日、7回目のチャレンジとなる県警主催競技会にて、臭気選別の部で38頭中1位という好成績を収め、見習いから卒業し2011年1月から嘱託警察犬として採用されることが正式に決まった。
2011年1月6日、高松市の県警察学校で開かれた委嘱式に登場し、嘱託書とメダルが手渡され、正式に警察犬となった。
2011年11月には、きな子の娘となる『こむぎ』と『みりん』も競技大会に出場している。
2013年春に警察犬を引退。
2017年3月20日、老衰により死去。14歳没。

## 備考
- 作中のきな子は、実在のきな子ではなく役者犬が演じている。ちなみに、本作のために役者犬になった犬で、名前も「きな子」である[8]。
- 見習い訓練士のモデルとなった女性は2010年5月1日に丸亀警察犬訓練所から独立している[9]。
- ゲスト出演の板東英二はワンシーンに17回もNGを出してしまい、撮影後に監督にお詫びを書いたという[10]。